# Neuilly-le-Réal
Neuilly-le-Réal är en kommun i departementet Allier i regionen Auvergne-Rhône-Alpes i de centrala delarna av Frankrike. Kommunen ligger  i kantonen Neuilly-le-Réal som ligger i arrondissementet Moulins. År 2022 hade Neuilly-le-Réal 1 440 invånare.

## Befolkningsutveckling
Antalet invånare i kommunen Neuilly-le-Réal
Referens: INSEE